# 허드슨 레익

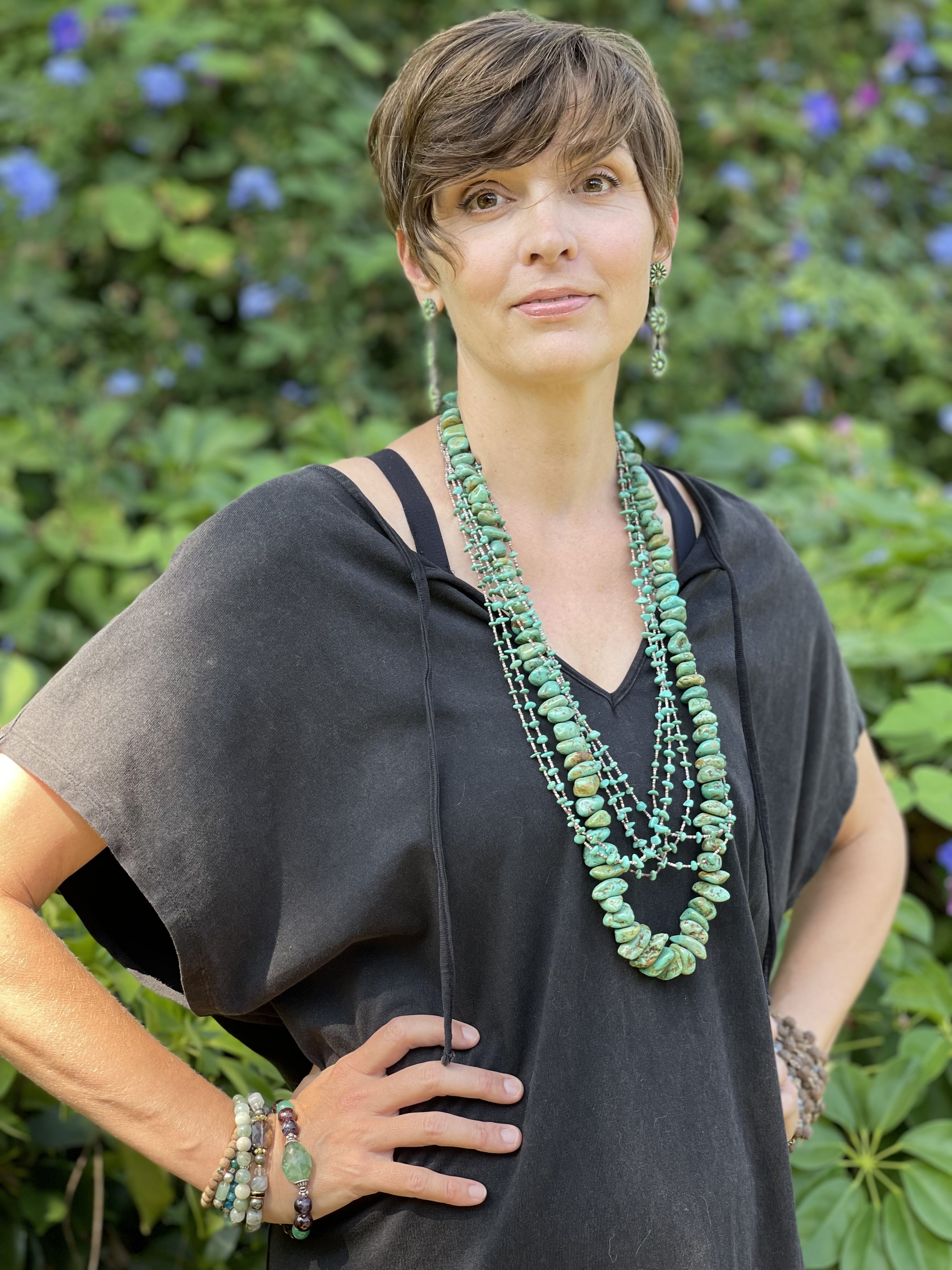

허드슨 레익(Hudson Leick, 1969년 5월 9일 ~ )는 미국의 배우, 모델, 텔레비전 배우, 영화배우, 성우, 연극 배우이다.
신시내티에서 태어났다.

## 영화
- 할로드 그라운드 (2007년)
- 지구침략:기계들의 반란 (2006년) - 티파니 스미스 역
- 콜드 하트 (2001년)
- 칠 팩터 (1999년) - 본 역
- 데니얼 (1998년)
- 고공납치 (1996년)
- 스콜피온 퀸 (1995년) - 캘리스토 역
- 터치드 바이 언 엔젤 (1994년)
- 전격 Z작전 2010 (1994년)